# Гнатевич Богдан Петрович
Доктор Богдан Петрович Гнатевич (4 березня 1894, м. Кольбушова, Королівство Галичини та Володимирії — 28 березня 1968, Братислава) — український військовий і політичний діяч, командант УВО, член ОУН, історик, редактор.

## Життєпис
Був поранений в бою на горі Лисоні 2 вересня 1916 року.
Брав активну участь у Визвольних Змаганнях 1917—1921. Сотник УСС, член Українського генерального військового комітету у Львові в жовтні 1918, командант (у званні сотника; після Осипа Микитки) групи «Старе Село» УГА, начальник оперативного відділу I корпусу УГА.
Після невдачі етапу Визвольних змагань у 1921 році активно включився у діяльність УВО, став начальником штабу Начальної Команди.
У вересні 1921 р. заарештований польською поліцією, засуджений, однак був виправданий судом і вийшов на волю.
З грудня 1928 по лютий 1929 та з осені 1930 по 1931 р. обіймав посаду крайового команданта УВО.
Засуджений на Львівському процесі 1936 року до 4 років ув'язнення, однак на підставі амністії термін покарання зменшено до 2 років. Вийшов на волю у лютому 1939.
У 1940 року заступник голови УЦК в Кракові. Згодом представник ОУН в Третьому Рейху.
Після Другої світової війни на еміграції.

## Вшанування пам'яті
Ім'ям Б. Гнатевича названа вулиця у Львові.

### Доробок
- Редактор альбому «Українські Січові Стрільці 1914—1920» (разом з Левом Лепким, доктором Іваном Німчуком; Львів, 1935 р.).[1]
- Співавтор праці «Історія Українського війська» (під керівництвом Івана Крип'якевича, кілька видань).[4]